# Mirosław Stanisław Szymański
Mirosław Stanisław Szymański (ur. 1 maja 1954, zm. 2 lipca 2023) – polski pedagog, profesor nauk humanistycznych, nauczyciel akademicki, członek Komitetu Nauk Pedagogicznych PAN, autor prac naukowych, redaktor i tłumacz.

## Życiorys
Były wykładowca i kierownik Katedry Pedagogiki Szkolnej w ekumenicznym Instytucie Pedagogicznym Chrześcijańskiej Akademii Teologicznej w Warszawie. Wykładowca w Katedrze Dydaktyki, Wydziału Pedagogicznego Uniwersytetu Warszawskiego, profesor Akademii  Pedagogiki  Specjalnej  im.  Marii  Grzegorzewskiej  w  Warszawie.
Zmarł 2 lipca 2023. Został pochowany na Cmentarzu Komunalnym Północnym w Warszawie.

## Publikacje
- O metodzie projektów. Z historii, teorii i praktyki pewnej metody kształcenia, Żak, Warszawa 2000.

## Wybrane tłumaczenia
- Uczyliśmy w szkole waldorfskiej. O historii i praktyce pewnej pedagogicznej utopii, Martina Kayser, Paul-Albert Wagemann, Wydawnictwo Szkolne i Pedagogiczne, Warszawa 1998.